# Tonnellata equivalente di petrolio
La tonnellata equivalente di petrolio (tep, in lingua inglese tonne of oil equivalent, toe) è un'unità di misura dell'energia.

## L'unità di misura
Il tep rappresenta la quantità di energia rilasciata dalla combustione di una tonnellata di petrolio grezzo e vale circa 42 GJ. Il valore è fissato convenzionalmente, dato che diverse varietà di petrolio posseggono diverso potere calorifico e le convenzioni attualmente in uso sono più di una.
L'IEA/OCSE definisce il tep come equivalente a 41,868 GJ o 11630 kWh.
Altre organizzazioni adottano fattori di conversione simili, ma leggermente diversi per esempio il Ministero delle Attività Produttive con due diversi decreti ministeriali DM 20.07.2004, ha fissato il seguente fattore di conversione (v. art. 2 in entrambi i Decreti)  1 tep = 41,860 GJ.

### Multipli
Sono pure utilizzati i multipli ktep (chilotep, mille tep) Mtep (megatep, un milione di tep) e Gtep (gigatep, un miliardo di tep).

## Misure analoghe
Analoga unità di misura è il barile equivalente di petrolio (bep o beo), fissato convenzionalmente in 0,146 tep (una tonnellata di petrolio corrisponde a circa 6,841 barili).
Altra unità di misura utilizzata, è il kep o Kilogrammo Equivalente di Petrolio, dove 1 tep = 1000 kep.

## Definizione dell'Autorità per l'Energia Elettrica e il Gas
L'italiana Autorità per l'energia elettrica e il gas, con la Delibera EEN 3/08 del 20-03-2008 (GU n. 100 del 29.4.08 - SO n.107), ha fissato il valore del fattore di conversione dell'energia elettrica in energia primaria in 0,187 x 10−3 tep/kWh; ai fini del rilascio di titoli di efficienza energetica di cui ai DM 20/07/2004.
In altri termini significa aver fissato il rendimento medio del sistema termoelettrico nazionale di produzione dell'energia elettrica al valore di circa il 46%; infatti 1 tep di energia primaria equivale a 41,860 GJ, con questa energia primaria (prodotta bruciando un combustibile) il sistema nazionale riesce a mettere a disposizione dell'utenza energia elettrica una quantità di 1/(0,187 x 10−3) kWh/tep ovvero con 1 tep si ha 19,25 GJ, con un rendimento di trasformazione quindi pari a
con questo valore di rendimento di conversione che occorre confrontarsi ogni qualvolta si decida di effettuare interventi volti a migliorare l'efficienza energetica di un sistema di produzione e trasformazione dell'energia. 
facendo altro conversioni 1 tep si ha 5347 kWh = 5,347 MWh, Questo dato corrisponde al valore reale effettivo da non confondere al valore teorico da cui 1 tep si ha 11630 kWh = 11,630 MWh.

## Fattori di conversione
Al fine di verificare quanto richiesto dalla legge 10/91 (relativamente all'obbligo di nomina dell'energy manager) la circolare MISE del 18 dicembre 2014 ha fissato i seguenti coefficienti di conversione in TEP per i principali combustibili e vettori energetici:
- Gasolio 1 t = 1,017 tep
- Gas di petrolio liquefatto (GPL) 1 t = 1,099 tep
- Benzina 1 t = 1,051 tep
- Olii vegetali 1 t = 0.88 tep
- Legna macinata fresca (cippato) 1 t = 0,2 tep
- Pellet 1 t = 0,401 tep
- Gas naturale 1000 Nm3 = 0,82 tep
- Gas naturale liquefatto 1 t = 1,079 tep
- Biogas 1000 Nm3 = 0,55 tep
- energia elettrica proveniente dalla rete 1 MWh = 0,187 tep

Altre conversioni erano indicate dal Ministero nella la circolare 219/F 1992:
- Carbon fossile 1 t = 0,74 tep
- Carbone di legna 1 t = 0,75 tep
- Antracite e prodotti antracinosi 1 t = 0,70 tep
- Legna da ardere 1 t = 0,45 tep
- Lignite 1 t = 0,25 tep
- Olio combustibile 1 t = 0,98 tep

L'energia elettrica (a differenza di quanto indicato nella Delibera EEN3/08) era valorizzata in:
- 0,23 tep/MWh (se consumata in Media/Alta Tensione)
- 0,25 tep/MWh (se consumata in Bassa Tensione)